# Dusičnan chromitý
Dusičnan chromitý je anorganická sloučenina s chemickým vzorcem Cr(NO3)3. Nejběžnější formou je tmavě fialový nonahydrát s chemickým vzorcem {\displaystyle {\ce {Cr(NO3)3 *9H2O}}}. Je však známá i zelená bezvodá forma.

## Příprava
Dusičnan chromitý lze připravit rozpuštěním oxidu nebo hydroxidu chromitého v kyselině dusičné.
{\displaystyle {\ce {Cr2O3 + 6HNO3 -> 2Cr(NO3)3 + 3H2O}}}
{\displaystyle {\ce {Cr(OH)3 + 3HNO3 -> Cr(NO3)3 + 3H2O}}}
V průmyslu se dusičnan chromitý připravuje reakcí hydroxidu chromitého s kyselinou dusičnou.

## Vlastnosti
Je snadno rozpustný ve vodě. Rozkládá se při 100 °C. Nonahydrát dusičnanu chromitého má červeno-fialovou barvu, při 36–37 °C krystalizuje.
Při zahřátí nad jeho teplotu tání se rozkládá:
{\displaystyle {\ce {4Cr(NO3)3\ \xrightarrow {125^{o}C} \ 2Cr2O3\ +12NO2\uparrow +3O2\uparrow }}}

## Využití
Dusičnan chromitý se používá při výrobě alkalických kovů. Dále nachází uplatnění v barvířském průmyslu.